# برايت غيامفي
برايت غيامفي (بالإنجليزية: Bright Gyamfi)‏ هو لاعب كرة قدم غاني في مركز الدفاع، ولد في 20 يناير 1996 في أكرا في غانا. لعب مع إنتر ميلان.

## وصلات خارجية
- برايت غيامفي على موقع قاعدة بيانات كرة القدم.إي يو (الإنجليزية)
- برايت غيامفي على موقع بيانات كرة القدم. دي إي (الألمانية)
- برايت غيامفي على موقع ليكيب (الفرنسية)
- برايت غيامفي على موقع Soccerbase.com (لاعب) (الإنجليزية)
- برايت غيامفي على موقع Soccerway.com (الإنجليزية)
- برايت غيامفي على موقع AS.com (الإسبانية)